# Gifford (Floride)
Pour les articles homonymes, voir Gifford.
Gifford est une census-designated place du comté d'Indian River, dans l'État de Floride, aux États-Unis,. En 2020, elle compte une population de 5 511 habitants.